# Mário Fernandes Lousa
Mário Fernandes Lousã ( 1940 - ) es un agrónomo, y botánico portugués, que se desempeña académicamente como profesor en el "Instituto Superior de Economía", de la Universidad Técnica de Lisboa, en Botánica, Fitosociología y Cartografía vegetal; y desde 2004 en el "Instituto Superior de Agronomía".
En 1986, obtuvo el doctorado en ingeniería agronómica, en el Instituto Superior de Agronomía.

## Algunas publicaciones

### Libros
- Mário Myre, D. Coelho Rebelo, M. Fernandes Lousã. 1972. Visita a algumas unidades experimentais do IIAM e a estabelecimentos de fomento pecuário da DSV no centro e norte de Moçambique. N.º 52 de Informação técnica. Ed. Instituto de Investigação Agronómica de Moçambique. 47 pp.
- M. Fernandes Lousã, F. Neves Rosa. 1973. Reconhecimento pascícola à região de Massingir: relatório preliminar. N.º 91 de Comunicação (Instituto de Investigação Agronómica de Moçambique). 47 pp.

- La abreviatura «Lousa o Lousã» se emplea para indicar a Mário Fernandes Lousa como autoridad en la descripción y clasificación científica de los vegetales.[2]